# سیمونه رومانیولی
سیمونه رومانیولی (زادهٔ ۹ فوریه ۱۹۹۰) بازیکن فوتبال اهل ایتالیا است که در پست مدافع بازی می‌کند. وی هم‌اکنون برای باشگاه فوتبال امپولی بازی می‌کند.